# Prosecký vodojem
Prosecký vodojem je zaniklý průmyslový objekt v Praze 9, který stál mezi starým Prosekem a Střížkovem při Litoměřické ulici západně od školního hřiště.

## Historie
Vodojem postavený roku 1879 majitelem čakovického cukrovaru Filipem rytířem Schoellerem byl součástí přivaděče průmyslové vody z Vltavy do Čakovic. Voda byla čerpána pod Bílou skálou a do vodojemu vytlačována. Měl velkou kapacitu a to umožnilo postupné napojování části budovaných vodovodů Libně, Proseka, Vysočan  a Karlína.
Stavba z neomítnutých cihel na obdélném půdorysu měla podobu městské pevnosti, „citadely“. Její hlavní vstupní jihozápadní zeď byla dlouhá 40 metrů, kratší navazující zdi 24 metrů; výška zdí byla 5,5 metru.
Hlavní zeď zdobily vpředu dvě věže s okénky s otvory podobnými pro kladku a řetěz sklápěcího mostu. Mezi těmito věžemi byla vstupní brána ukončená hrotitým obloukem. Mohutné, mírně převažující bašty na nárožích byly ozdobeny věncem s lednáčkem. Věže, bašty i zdi po celém obvodu měly kruhové dělostřelecké střílny a nesly cimbuří.
Vodojem byl běžný, dvoukomorový, o celkovém objemu 1500 m³, výšce vody 4 metry a kótě hladiny 296 m n. m. Z komor poté voda proudila gravitačním vodovodem stejného profilu do cukrovaru v Čakovicích.
Mezi roky 1965–1975 byl objekt zbořen při výstavbě proseckého sídliště a úpravě okolí Základní školy.